# African-American Film Critics Association Awards 2012
Na 10. ročníku udílení  African-American Film Critics Association Awards se předaly ceny v těchto kategoriích.  

## Vítězové

### Žebříček nejlepších deseti filmů
1. 30 minut po půlnoci
2. Argo
3. Lincoln
4. Uprostřed nicoty
5. Pí a jeho život
6. Bídníci
7. Nespoutaný Django
8. Divoká stvoření jižních krajin
9. Až vyjde měsíc
10. Mysli jako on

### Další kategorie
- Nejlepší herec: Denzel Washington – Let
- Nejlepší herečka: Emayatzy Corinealdi – Uprostřed nicoty
- Nejlepší režisér: Ben Affleck – Argo
- Nejlepší film: 30 minut po půlnoci
- Nejlepší scénář: Ava DuVernay – Uprostřed nicoty
- Nejlepší herec ve vedlejší roli: Nate Parker – Smrtelné lži
- Nejlepší herečka ve vedlejší roli: Sally Fieldová – Lincoln
- Objev roku: Quvenzhane Wallis – Divoká stvoření jižních krajin
- Nejlepší nezávislý film: Uprostřed nicoty
- Nejlepší animovaný film: Legendarní parta
- Nejlepší cizojazyčný film: Nedotknutelní
- Nejlepší hudba: Kathryn Bostic a Meghan Rhodes – Uprostřed nicoty
- Speciální ocenění: Billy Dee Williams a Cicely Tyson